# The Unicorns: 2014
The Unicorns: 2014 es un EP de The Unicorns, lanzado el 18 de mayo de 2004 por Suicide Squeeze Records. Fue el último lanzamiento de la banda antes de su separación a finales de 2004. La versión en formato disco de vinilo violeta de 7'' fue limitada a 2,000 copias.

## Lista de canciones
Todas las canciones fueron escritas y compuestas por The Unicorns.

### 7''
| N.º | Título                     | Duración |  |
| 1.  | «The Unicorns: 2014»       | 3:56     |  |
| 2.  | «Emasculate the Masculine» | 4:15     |  |

### CD
| N.º | Título                                                                       | Duración |  |
| 1.  | «The Unicorns: 2014»                                                         | 3:56     |  |
| 2.  | «Emasculate the Masculine»                                                   | 4:15     |  |
| 3.  | «Evacuate the Vacuous» (Toma de las sesiones W.W.C.O.H.W.W.G. julio de 2003) | 3:20     |  |
| 4.  | «The Unicorns: 2014» (Demo, otoño de 2002)                                   | 3:35     |  |